# Cecilio di Elvira
Cecilio di Elvira (in latino Cecil, Cecilius o Cäcilius; fl. I secolo) è stato un vescovo romano, venerato come martire cristiano del I secolo, è il santo patrono di Granada, di cui sarebbe stato primo vescovo.

## Biografia
Missionario cristiano appartenente alla gens Caecilia, fu responsabile della cristianizzazione delle città di Elvira (oggi Granada). Viene quindi considerato il fondatore dell'arcidiocesi di Granada nel 64 e il suo primo vescovo secondo le Glosse emilianensi.
Secondo la tradizione fu uno dei sette uomini apostolici (siete varones apostólicos) ordinati da San Pietro e San Paolo e mandati in Spagna con il compito di convertire le popolazioni locali al cristianesimo. Pare che Cecilio abbia scritto dei trattati didascalici e che sia stato fatto bruciare vivo per ordine di Nerone.

## Culto
Il quartiere di Sacromonte festeggia il santo il 1º febbraio (quando presumibilmente fu martirizzato) con la Fiesta de San Cecilio. Insieme agli altri sei varones apostólicos viene venerato anche il 1º maggio, mentre la Chiesa Cattolica lo ricorda individualmente il 15 maggio.